# Victor Brodeau
Victor Brodeau (* 1502 in Tours; † September 1540) war ein französischer Dichter.

## Leben und Werk
Victor Brodeau war ab 1523 Sekretär der Margarete von Navarra und ab 1536 Sekretär des Königs Franz I. Als Schüler und Freund von Clément Marot und im Kontakt zu zahlreichen Dichtern, namentlich Mellin de Saint-Gelais, dichtete er unter anderem einen Blason auf den Mund. Seine religiöse Dichtung wurde von Alain Rey als „émouvant“ (ergreifend) bezeichnet.

## Werke (Auswahl)
- Les Louanges de Jesus Nostre Saulveur. Oeuvre tresexcellent divin. & élégant. 1540.
- Poésies. Hrsg. Hilary M. Tomlinson. Droz, Genf 1982, 2015. (Textes Littéraires Français, 312)